# 크리케츠
크리케츠(The Crickets)는 1950년대에 싱어송라이터인 버디 홀리에 의해 결성된 텍사스주 러벅 출신의 미국의 로큰롤 밴드이다. 1957년에 발매된 그들의 첫 히트 싱글인 〈That'll Be the Day〉는 9월 16일 빌보드 핫 100 차트에서 3위로 정점을 찍었다. 그들의 첫 음반인 《The "Chirping" Crickets》는 그 당시 밴드 라인업을 보여준다. 홀리는 리드 보컬과 리드 기타, 니키 설리번은 리듬 기타, 제리 앨리슨은 드럼, 조 B. 몰딘은 베이스를 맡았다. 크리케츠는 그들의 기타 베이스 드럼 라인업과 그들 자신의 재료를 대부분 쓸 수 있는 재능을 가지고 비틀즈와 같은 후속 록 밴드의 본보기를 만드는 것을 도왔다. 1959년 홀리가 죽은 후, 밴드는 21세기까지 다른 밴드 멤버들과 투어를 하고 음반을 녹음했다.

## 음반 목록
- The "Chirping" Crickets (1957년)
- Buddy Holly (1958년)
- In Style With the Crickets (1960년)
- Bobby Vee Meets the Crickets (1962년)
- Something Old, Something New, Something Blue, Somethin' Else (1962년)
- California Sun / She Loves You (1964년)
- Rockin' 50's Rock'n'Roll (1970년)